# 智利海軍司令部大樓
智利海軍司令部大樓（西班牙語：Edificio de la Comandancia en Jefe de la Armada de Chile）位於智利瓦爾帕萊索，是一座採用折衷主義風格設計的新文藝復興建築，高5層，佔地8,000平方（86,000平方英尺）。建築正立面面向瓦爾帕萊索索托馬約爾廣場和伊基克英雄紀念碑。該建築一直是許多重要的歷史和社會事件的發生地。1979年1月23日，它被宣佈為智利歷史古蹟。

## 歷史
1831年，英國建築師胡安·史蒂文森 (Juan Stevenson) 在該建築目前所在的位置設計了第一座建築，該建築最初用作瓦爾帕萊索海關的總部。到19世紀末，由於連續的地震和冬季洪水，該建築的地基開始出現問題，1900年不得不將其拆除。工程師佩德羅·帕爾馬 (Pedro Palma) 設計了一個重建項目，但沒有被執行，因為1906年瓦爾帕萊索地震摧毀了城市的大部分地區，導致政府的優先事項發生變化。
地震發生一年後，建築師應邀參加競賽，設計在同一地點建造的新建築。最終由歐內斯特·烏爾奎塔（Ernesto Urquieta）的設計獲勝。該建築於1910年在智利百年慶典期間落成，新的建築被作為當地政府所在地。
1973年智利政變標誌著奧古斯托·皮諾切特將軍領導的軍事獨裁開始，之後該建築被海軍第一海軍區總司令所使用。在智利向民主過渡之後，該建築仍處於智利海軍的控制之下，但有部分支持將該建築恢復為地方政府的呼聲。
- 第一代建築
- 正面時鐘特寫
- 內部